# Кермек замшевий
Кермек замшевий (Limonium alutaceum) — вид квіткових рослин родини кермекових (Plumbaginaceae).

## Біоморфологічна характеристика
Це багаторічна рослина 30–80(100) см заввишки. Прикореневі листки еліптичні, майже округлі, з невиразними плоскими крилатими ніжками; довжина листків у 2–3 рази перевищує ширину. Чашечка запушена по 5 жилках, нерідко також між жилками у верхній частині.

## Поширення
Ендемік України.
В Україні вид росте на солонцюватих луках, степах, приморських солончаках — у лівобережних степових та лісостепових придніпровських р-нах, на північ — до нижньої течії річки Сула.